# Kipi
Koordinaten: 58° 15′ N, 22° 2′ O

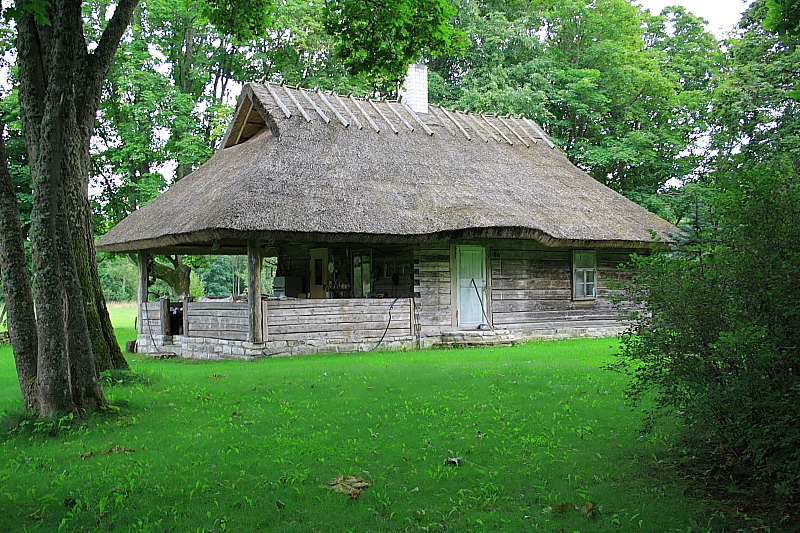
Geburtshaus des Schriftstellers August Mälk im ehemaligen Kipi-Koovi

Kipi ist ein Dorf (estnisch küla) auf der größten estnischen Insel Saaremaa. Es gehört zur Landgemeinde Saaremaa (bis 2017: Landgemeinde Lääne-Saare) im Kreis Saare.
Das Dorf hat 39 Einwohner (Stand 1. Januar 2016). Seine Fläche beträgt 4,57 km².